# Stonefort
Stonefort ist eine Gemeinde (mit dem Status „Village“) im Saline und im Williamson County im Süden des US-amerikanischen Bundesstaates Illinois.
Das U.S. Census Bureau hat bei der Volkszählung 2020 eine Einwohnerzahl von 224 ermittelt.

## Geographie
Stonefort liegt am nordwestlichen Rand des Shawnee National Forest auf 37°36′51″ nördlicher Breite und 88°42′29″ westlicher Länge und erstreckt sich über 3,78 km². Das Gemeindegebiet erstreckt sich über die Stonefort Township des Saline County und den Stonefort Precinct des Williamson County.
Der Saline River fließt rund einen Kilometer nördlich an Sonefort vorbei.
Benachbarte Orte von Stonefort sind Carrier Mills (10,7 km nordöstlich), Mitchellsville (21,7 km östlich), McCormick (10,5 km südsüdöstlich), New Burnside (6,8 km südwestlich), Creal Springs (12,1 km westlich) und Crab Orchard (18,6 km nordwestlich).
Die nächstgelegenen größeren Städte sind St. Louis in Missouri (229 km nordwestlich), Louisville in Kentucky (306 km ostnordöstlich), Evansville in Indiana (86,9 km östlich), Tennessees Hauptstadt Nashville (298 km südöstlich) sowie Memphis (364 km südsüdwestlich).

## Verkehr
In Nordost-Südwest-Richtung verläuft der U.S. Highway 45 durch das Gemeindegebiet von Stonefort. Alle weiteren Straßen sind untergeordnete, teils unbefestigte Fahrwege sowie innerörtliche Verbindungsstraßen.
Durch den Osten von Stonefort verläuft eine Eisenbahnstrecke der früheren Illinois Central Railroad, die heute zum Streckennetz der Canadian National Railway gehört.
Die nächstgelegene Flugplätze sind der 40 Kilometer nordwestlich gelegene Williamson County Regional Airport und der Harrisburg-Raleigh Airport. Die nächstgelegenen Großflughäfen sind der 247 Kilometer nordwestlich gelegene Lambert-Saint Louis International Airport und der Flughafen Nashville (306 Kilometer südöstlich).

## Demografische Daten
Nach der Volkszählung im Jahr 2010 lebten in Stonefort 297 Menschen in 120 Haushalten. Die Bevölkerungsdichte betrug 78,6 Einwohner pro Quadratkilometer. In den 120 Haushalten lebten statistisch je 2,48 Personen.
Ethnisch betrachtet setzte sich die Bevölkerung zusammen aus 98,0 Prozent Weißen sowie 1,3 Prozent (vier Personen) Afroamerikanern; 0,7 Prozent stammten von zwei oder mehr Ethnien ab. Unabhängig von der ethnischen Zugehörigkeit waren 2,0 Prozent (sechs Personen) der Bevölkerung spanischer oder lateinamerikanischer Abstammung.
25,3 Prozent der Bevölkerung waren unter 18 Jahre alt, 57,2 Prozent waren zwischen 18 und 64 und 17,5 Prozent waren 65 Jahre oder älter. 55,9 Prozent der Bevölkerung war weiblich.

Das mittlere jährliche Einkommen eines Haushalts lag bei 28.125 USD. Das Pro-Kopf-Einkommen betrug 14.442 USD. 15,6 Prozent der Einwohner lebten unterhalb der Armutsgrenze.

## Söhne und Töchter der Stadt
- Tom Murray (1874–1935), US-amerikanischer Schauspieler